# Патрік Ґодфрі
Патрік Ліндесі Арчібальд Ґодфрі (англ. Patrick Lindesay Archibald Godfrey; нар. 13 лютого 1933, Лондон, Англія, Велика Британія) — англійський актор театру, кіно та телебачення

## Життєпис
Патрік Ґодфрі народився 13 лютого 1933 року в Лондоні, у районі Фінсбері, в сім'ї Фредеріка Ґодфрі та Лоїс Мері Ґледіс.

## Особисте життя
20 квітня 1960 року одружився з акторкою Амандою Вокер, у подружжя є двоє дітей.

## Вибіркова фільмографія
| Рік       |    | Українська назва          | Оригінальна назва               | Роль                                                            |
| --------- | -- | ------------------------- | ------------------------------- | --------------------------------------------------------------- |
| 2019      | с  | Темні матерії             | His Dark Materials              | Батлер                                                          |
| 2018      | вг | Red Dead Redemption 2     |                                 | озвучування                                                     |
| 2018      | ф  | Книга джунглів: Початок   | Jungle Book: Origins            | Старший вовк, озвучування                                       |
| 2017      | ф  | Дихай                     | Breathe                         | містер Толланд                                                  |
| 2014      | ф  | Містер Тернер             | Mr. Turner                      | лорд Еґремонт                                                   |
| 2013      | с  | Демони Да Вінчі           | Da Vinci's Demons               | Козімо Медічі                                                   |
| 2013      | ф  | Розмірності               | Dimensions                      | професор                                                        |
| 2012      | ф  | Знедолені                 | Les Miserables                  | Месьє Жільнорман                                                |
| 2011      | ф  | Розмірності               | Dimensions                      | професор                                                        |
| 2010      | вг | Red Dead Redemption       |                                 | озвучування                                                     |
| 2010      | вг | BioShock 2                |                                 | Бак Релйлі, озвучування                                         |
| 2008      | ф  | Герцогиня                 | The Duchess                     | Невілл                                                          |
| 2007      | с  | Лікар Мартін              | Doc Martin                      | містер Клірі                                                    |
| 2005      | ф  | Олівер Твіст              | Oliver Twist                    | продавець книг                                                  |
| 2003      | с  | Моя сім'я                 | My Family                       | Беррі Голл                                                      |
| 2002      | с  | Суто англійські вбивства  | Midsomer Murders                | Дадлі Кері                                                      |
| 2002      | с  | Серцебиття                | Heartbeat                       | Фред Колдвелл                                                   |
| 2002      | с  | Війна Фойла               | Foyle's War                     | Ернест Баннерман                                                |
| 2002      | ф  | Як важливо бути серйозним | The Importance of Being Earnest | Меррімен                                                        |
| 2002      | ф  | Граф Монте-Крісто         | The Count of Monte Cristo       | Моррелль                                                        |
| 2001      | с  | Лікарі                    | Doctors                         | Артур Вінсент                                                   |
| 2000      | с  | Катастрофа                | Casualty                        | Ларрі Кларк                                                     |
| 1993      | ф  | Наприкінці дня            | The Remains of the Day          | Спенсер                                                         |
| 1993      | с  | Солдат, солдат            | Soldier Soldier                 | генерал Фергерст                                                |
| 1993      | с  | Інспектор Морс            | Inspector Morse                 | Ґрір                                                            |
| 1990      | с  | Пуаро Аґати Крісті        | Agatha Christie's Poirot        | лорд Естаір                                                     |
| 1988      | ф  | Маніфест                  | Manifesto                       | Ломбросов                                                       |
| 1987—1996 | с  | Закон                     | The Bill                        | Стенлі Паркс / Том Дайер / Містер Белл                          |
| 1987      | ф  | Моріс                     | Maurice                         | Сімкокс                                                         |
| 1986      | ф  | Кімната з видом           | A Room with a View              | преподобний містер Ігер, капелан англіканської церкви Флоренції |
| 1983      | ф  | Спека та пил              | Heat and Dust                   | Сондерс                                                         |
| 1970      | с  | Шість дружин Генріха VIII | The Six Wives of Henry VIII     | Сер Томас Вріотслі                                              |
| 1966—1971 | с  | Доктор Хто                | Doctor Who                      | Тор / майор Косворт                                             |
| 1959      | с  | Ґерт та Дейзі             | Gert and Daisy (TV series)      | епізодична роль                                                 |
| 1959      | с  | Недільні діти             | Sunday's Child                  | репортер                                                        |